# Pogi
Pogi ist ein Ortsteil (Fraktion, italienisch frazione) der italienischen Gemeinde Bucine in der Provinz Arezzo in der Toskana.

## Geografie
Der Ort liegt etwa 1,5 km südlich des Hauptortes Bucine, etwa 22 km westlich der Provinzhauptstadt Arezzo und etwa 45 km südöstlich der Regionalhauptstadt Florenz im Ambratal (Val d’Ambra) und am Fluss Ambra. Der Ort liegt bei 226 m s.l.m. und hatte 2001 246 Einwohner. 2011 waren es 248 Einwohner.

## Geschichte
Ab 1138 besaßen die Mönche der Abtei Badia Agnano eine Mühle im Ort. Die Burg von Pogi gehörte ab 1260 zu den Besitztümern der Guidi, die die Burg von dem schon vorher untergebenen Alberico da Pogi übernahm. Im frühen 14. Jahrhundert übernahm Pier Saccone Tarlati di Pietramala, Bruder des Guido Tarlati, die Herrschaft im Ort, verlor diese aber 1322 wieder an die Guidi. 1337 unterwarf sich Pogi der Republik Florenz.

## Sehenswürdigkeiten
- San Donato, Kirche der Burg von Pogi Alto. Die Kirche gehört zum Bistum Arezzo-Cortona-Sansepolcro und wurde erstmals 1260 dokumentiert.[5]
- Chiesa della Compagnia del Santissimo Sacramento, Kirche kurz außerhalb der ehemaligen Burg.[6]
- Ponte romano di Pogi, fünfbogige Steinbrücke, die in römischer Zeit an der Via Cassia[7] entstand und im Mittelalter neu errichtet wurde. Dabei wurden Pfeilerteile der römischen Brücke integriert.[8] Wurde im 12. Jahrhundert von der Abtei Agnano dokumentiert.[7]

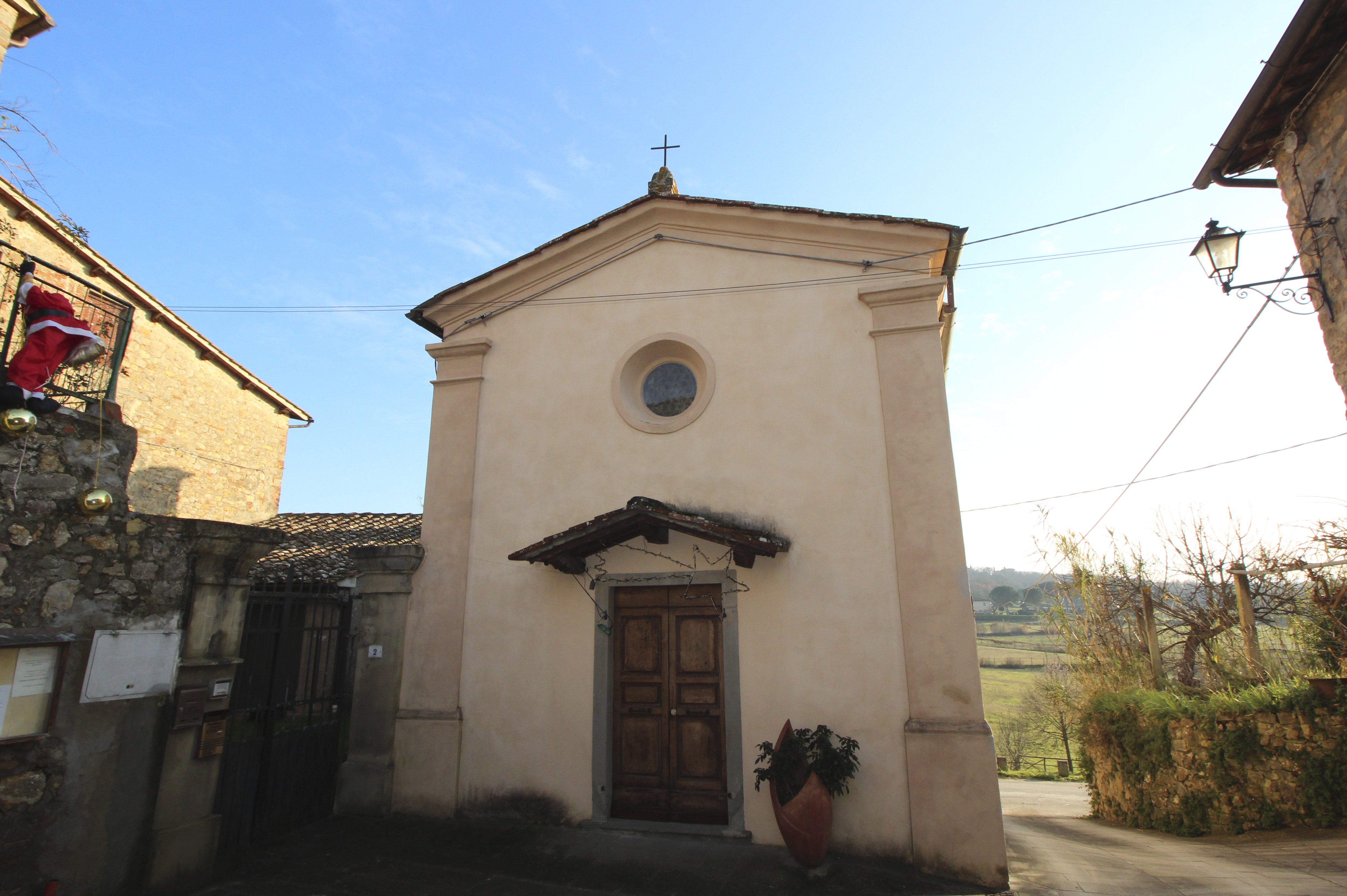
Die Kirche San Donato
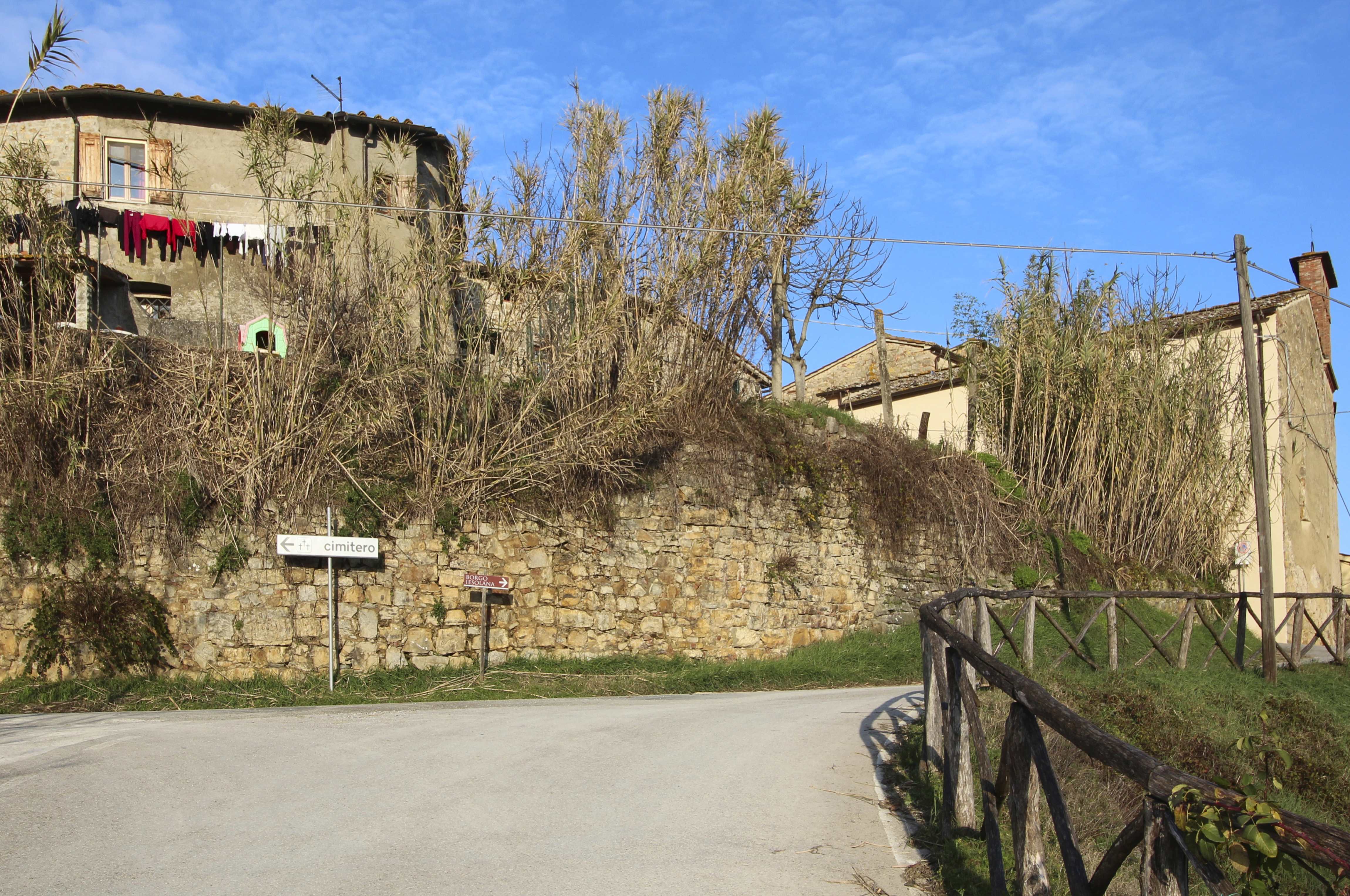
Reste der Befestigung der Burg
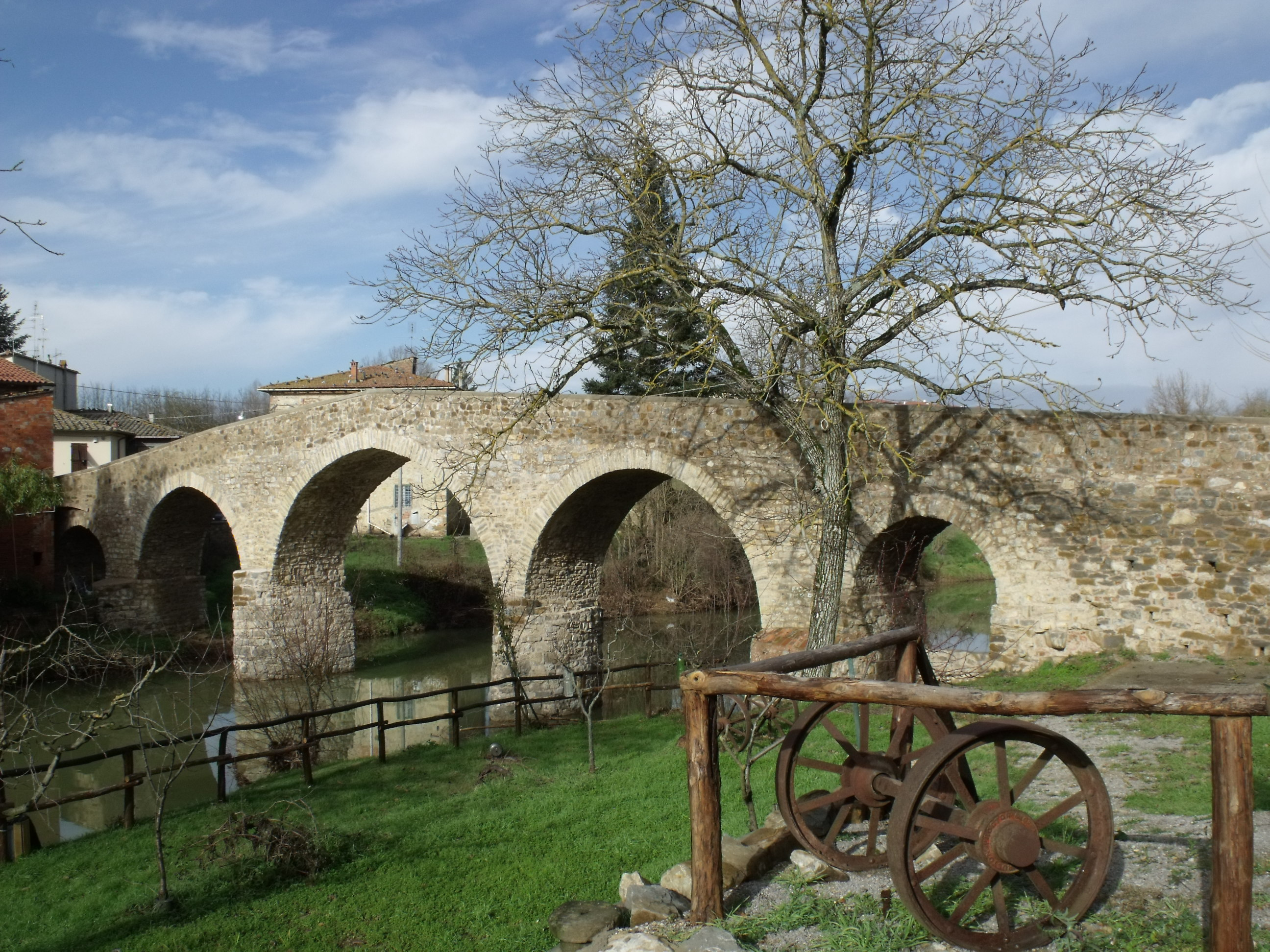
Die Brücke von Pogi